# Ditongo
Ditongo é o nome que se dá à combinação de um som vocálico com um som semivocálico emitidos num só esforço de voz. O ditongo diferencia-se do hiato pelo fato de este último ser constituído por duas vogais e não ser pronunciado na mesma sílaba.

### Classificação dos Ditongos
Os ditongos podem ser classificados, quanto à posição da semivogal em relação à vogal, em crescentes ou decrescentes. Em relação ao uso ou não da cavidade nasal, podem ser classificados em orais ou nasais. E os ditongos orais, por sua vez, podem ser classificados em abertos ou fechados . 
Quando a vogal vem antes da semivogal, o ditongo é classificado como ditongo decrescente. Exemplos:
- leite /ˈlej.ti/ (PB) /ˈlɐj.tɨ/ (PE)
- cai /ˈcaj/
- dói /ˈdɔj/
- foi /ˈfoj/
- cuidado /cuj.ˈda.du/
- viu /ˈviw/
- meu /ˈmew/
- céu /ˈcɛw/
- mau /ˈmaw/
- sou /ˈsow/ (em muitos dialetos não é pronunciado como ditongo, mas sim como uma vogal: /ˈso/)

Em muitos dialetos brasileiros, devido à Vocalização do fonema /l/ em fim de sílaba, também são considerados ditongos decrescentes os seguintes casos. Ex.:
- funil /fu.ˈniw/
- feltro /few.tɾu/
- mel /ˈmɛw/
- mal /ˈmaw/
- Sol /ˈsɔw/
- soldado /sow.ˈda.du/
- azul /aˈzuw/

E quando a semivogal vem antes da vogal, o ditongo é chamado de ditongo crescente. 
Os ditongos serão denominados orais quando a passagem de ar é feita exclusivamente pela boca. E serão denominados ditongos nasais quando a passagem de ar é feita tanto pelo nariz quanto pela boca.
Exemplos de ditongos nasais:
- mãe /ˈmɐ̃j/
- põe /ˈpõj/
- não /ˈnɐ̃w/

Segundo as convenções da língua portuguesa apenas são considerados ditongos estáveis os ditongos cujo primeiro elemento é a semivogal /w/, e quando estão precedidos dos sons /k/ ou /ɡ/. Ex.:
- aguardar /aɡwaʀˈdaʀ/ (PB) /ɐɡwɐɾˈdaɾ/ (PE)
- igual /iˈɡwaw/ (PB) /iˈɡwal/
- quase /ˈkwazi/ (PB) /ˈkwazɨ/ (PE)
- quanto /ˈkwɐ̃tu/

Os outros casos que na escrita costumam estar representados por «i» + vogal ou «u» mais vogal (ou, no português europeu, «e» + vogal ou «o» + vogal), costumam ser considerados como hiatos.
No caso de ditongos formados por u + i antecedidos de g ou q, a escrita não permite saber se se trata de um ditongo crescente ou de um decrescente, podendo haver uma ambiguidade. Por exemplo, a 3ª pessoa do presente do verbo arguir, (ele) argui (outrora escrita argúi, com ditongo decrescente), é escrita de forma idêntica à 1ª pessoa do pretérito perfeito, (eu) argui (outrora argüi, com ditongo crescente). Esta última forma só pode levar acento (arguí) se, em vez de ditongo, houver hiato entre o U e o I, porque as regras ortográficas estabelecem que nesses casos o I só leva acento se não formar ditongo com a vogal anterior. Por isso, Suíça leva acento (U e I não formam ditongo, mas hiato), mas linguiça não (já que U e I formam ditongo).
Observação: qu"em : não é um encontro vocálico, pois não se pronuncia o U. Portanto, é um dígrafo e não um ditongo.
Os ditongos podem ser classificados, ainda, como abertos e fechados *
Os ditongos são abertos quando constituídos por vogais abertas, e fechados, por vogais fechadas ou nasais.
Revisando conceitos
Quanto ao timbre, as vogais podem ser: abertas, fechadas e reduzidas.
O timbre é o resultado da posição da língua na cavidade bucal no momento da emissão dos sons:
- com a língua na posição baixa, produz-se as vogais de timbre aberto: [a, é, ó];
- com a elevação da língua, produz-se as vogais de timbre fechados: [ê, ô, i, u];
- nas reduzidas, o timbre quase se anula. Em português, são consideradas semivogais [i e u].

Ditongo é o encontro de dois tons: uma vogal e uma semivogal:
- Ditongo aberto  Diz-se que o ditongo é aberto quando une-se uma vogal de timbre aberto a uma semivogal ou vice-versa:

- Ditongo fechado  Quando se une uma vogal de timbre fechado a uma semivogal, diz-se que há um ditongo fechado:   (orais):  (nasais):[4]